# Potyczka pod Księtem
Potyczka pod Księtem (ros. Сражение под Ксентем) – jedno z ostatnich, jeśli nie ostatnie znane starcie powstania listopadowego (nie licząc obrony twierdz: zamojskiej i modlińskiej), stoczona 5 października 1831 roku. Zakończyła się zwycięstwem wojsk polskich.

## Tło historyczne
Upadek powstania był przesądzony. Regularna armia i oficjele polscy przekraczali granicę austriacką lub pruską. Oddziały rosyjskie napierały na polskie nawet w strefie przygranicznej. Maciej Rybiński ciągnął ku granicy pruskiej silny dwudziestotysięczny korpus, w tym jazdę i artylerię. W jego ariergardzie stały resztki 13 Pułku Ułanów, a ostatnim polskim oddziałem było kilkudziesięciu karabinierów konnych pod dowództwem podpułkownika Alojzego Janowicza.

## Przebieg utarczki
Jazda Henryka Dembińskiego zdążyła przejść przez Księte, gdzie natknęła się na osiem dział artylerii konnej, które przez zaniedbanie nie zostały jeszcze wysłane do Prus. Na stojącego z tyłu Janowicza natarł w blisko czterysta koni nieprzyjaciel, który nie widział pozostałych wojsk polskich. Karabinierzy Janowicza salwami powstrzymali na ulicy wsi szarżującą jazdę rosyjską, a kiedy jeszcze odezwały się polskie działa, natarcie poszło całkowicie w rozsypkę. W pogoni za uchodzącymi wysłano pułk litewsko–wołyński pod podpułkownikiem Kamieńskim, który w zajadłości nie słuchał kilkakrotnych wezwań do cofnięcia się.

## Znaczenie potyczki
Militarnego znaczenia utarczka nie miała żadnego. Warta jest wspomnienia tylko z tego powodu, że jako ostatnie starcie w polu regularnej armii polskiej tego zrywu była ona starciem zwycięskim. 
Straty obu stron pozostają nieznane. 